# セレーナ (歌手)
セレーナ（Selena、1971年4月16日 - 1995年3月31日）は、アメリカ合衆国生まれのメキシコ系アメリカ人の歌手。アメリカ人では数少ない女性テハーノ・ミュージックの歌手であり、テハーノの女王と呼ばれていた。本名はセレーナ・キンタニーヤ＝ペレス (Selena Quintanilla-Pérez)。

## 経歴
9歳のときに家族だけで結成したセレーナ・イ・ロス・ディノス (Selena y Los Dinos) のボーカルとして父親の経営するメキシコ料理店で歌い始めた。1年もたたないうちに料理店が破産し、一家はコーパスクリスティに移住して様々な形で生演奏を提供することで生計を立てはじめた。
12歳でアルバム・デビューを果たし、1987年のテハーノ・ミュージック・アワード (Tejano Music Awards) において最優秀女性ボーカリストに選ばれた。1992年にセレーナ・イ・ロス・ディノスのメンバーだったクリス・ペレスと結婚し、セレーナ・キンタニーヤ＝ペレスと改名。
1994年にグラミー賞のメキシカン・アメリカン・アルバム賞を受賞。
1995年に、ファンクラブ会長ヨランダ・サルディバル (Yolanda Saldívar) による着服が発覚し、会長を解雇した。書類を受け取りに行った先でヨランダに銃で撃たれ出血多量により死亡。わずか23歳だった。ヨランダは同年10月23日に終身刑の判決を受けた。

## 人物
テキサス州レイク・ジャクソンで、メキシコ人の父エイブラハム・キンタニーヤ・ジュニア (Abraham Quintanilla Jr.) とメキシコ系アメリカ人の母マーセラ・オフィーリア・サモラ (Marcella Ofelia Samora) の間に生まれた。誕生名はセレーナ・キンタニーヤ (Selena Quintanilla)。
逝去当時、テキサス州知事を務めていたジョージ・W・ブッシュがセレーナの誕生日を『セレーナの日』 (Selena Day) にすることを定めた。
1997年にジェニファー・ロペス主演の伝記映画『セレナ (Selena)』が公開された。

## ディスコグラフィ

### スタジオ・アルバム
- Selena (1989年)
- Ven Conmigo (1990年)
- Entre a Mi Mundo (1992年)
- 『禁じられた愛』 - Amor Prohibido (1994年)
- 『眠れない夜』 - Dreaming of You (1995年)

### セレーナ・イ・ロス・ディノス
- Selena y Los Dinos (1984年)
- The New Girl In Town (1985年)
- Alpha (1986年)
- Muñequito de Trapo (1986年)
- And the Winner Is... (1987年)
- Preciosa (1988年)
- Dulce Amor (1988年)